# Ange Postecoglou
Ange Postecoglou (n. 27 august 1965, Atena, Grecia) este un fotbalist  retras din activitate, care a jucat pe post de fundaș la echipe ca South Melbourne FC⁠(d) și Western Suburbs SC⁠(d). Pe plan internațional, are prezențe la națională pentru Australia U20⁠(d) și Australia. După încheierea carierei, a devenit antrenor, și a antrenat, printre altele, Australia national under-20 association football team⁠(d), Australia national under-17 association football team⁠(d) și South Melbourne FC⁠(d).
Între 1986 și 1988, Postecoglou a jucat patru meciuri pentru echipa națională a Australiei.
Și-a început cariera de antrenor la South Melbourne Hellas în 1996, câștigând Liga Națională de Fotbal de două ori și Liga Campionilor OFC în 1999. Apoi a condus echipele naționale sub 17 și 20 de ani.
Postecoglou a condus Brisbane Roar și Melbourne Victory în A-League, câștigând Premiership în 2011 și Championship în 2011 și 2012. A fost managerul naționalei de seniori din 2013 până în 2017, câștigând Cupa Asiei AFC în 2015 și participând, de asemenea, la Cupa Mondială FIFA 2014. A câștigat J1 League cu Yokohama F. Marinos în 2019 și Prima Ligă Scoțiană cu Celtic FC atât în 2021–22, cât și 2022-23, sezon în care a făcut tripla, obținând de asemenea Cupa Ligii și Cupa Scoției.
La 6 iunie 2023, Postecoglou a semnat un contract cu Tottenham Hotspur. În al doilea sezon la conducerea echipei londoneze a câștigat UEFA Europa League trecând în finala sezonului 2024–25 de Manchester United cu 1-0. E primul trofeu european pentru Tottenham după o pauză de 41 de ani și primul trofeu al clubului după 17 ani (de la Cupa Ligii din 2008).
Din cauza clasării pe locul 15 în Premier league, Ange Postecoglu a fost dat afară de la echipa Tottenham Hotspur FC în data de 7 iunie 2025

## Statistici
| Australia | Australia | Australia |
| An        | Meciuri   | Goluri    |
| --------- | --------- | --------- |
| 1986      | 2         | 0         |
| 1987      | 0         | 0         |
| 1988      | 2         | 0         |
| Total     | 4         | 0         |